# 菲德利蒂 (密蘇里州)
菲德利蒂（英語：Fidelity）是位於美國密蘇里州賈斯珀縣的村。

## 人口
根據2020年美國人口普查的數據，菲德利蒂的面積為2.50平方千米，皆為陸地。當地共有人口227人，而人口密度為每平方千米91人。